# Kang Hyeon-suk
Kang Hyeon-suk (강현숙?; Seul, 12 febbraio 1955) è un'ex cestista sudcoreana.

## Carriera
Con la Corea del Sud ha disputato due edizioni dei Campionati mondiali (1975, 1979).